# Karin Metze
Karin Metze (Meißen, 21 augustus 1956) is een Duits roeister.
Metze won tijdens de Olympische Zomerspelen 1976 de gouden medaille in de vier-met-stuurvrouw, dit waren de eerste spelen waarbij vrouwen deel konden nemen aan het roeien.
Vier jaar later werd Metze olympisch kampioen in de acht.
Metze won tijdens vijf deelnames aan de wereldkampioenschappen vier medailles, één gouden, één zilveren en twee bronzen.

## Resultaten

### Olympische Zomerspelen
| Jaar | Plaats   | Resultaten                |
| ---- | -------- | ------------------------- |
| 1976 | Montreal | in de vier-met-stuurvrouw |
| 1980 | Moskou   | in de acht                |

### Wereldkampioenschappen roeien
| Jaar | Plaats    | Resultaten    |
| ---- | --------- | ------------- |
| 1977 | Amsterdam | in de acht    |
| 1979 | Bled      | in de acht    |
| 1981 | München   | 5e in de acht |
| 1982 | Luzern    | in de acht    |
| 1983 | Duisburg  | in de acht    |

1976: Karin Metze & Bianka Schwede & Gabriele Lohs & Andrea Kurth & Sabine Heß ·
1980: Ramona Kapheim & Silvia Fröhlich & Angelika Noack & Romy Saalfeld & Kirsten Wenzel·
1984: Florica Lavric & Maria Fricioiu & Chira Apostol & Olga Bularda & Viorica Ioja·
1988: Martina Walther & Gerlinde Doberschütz & Carola Hornig & Birte Siech & Sylvia Rose
1976: Goretzki & Knetsch & Richter & Ahrenholz & Kallies & Ebert & Lehmann & Müller & Wilke ·
1980: Boesler & Neisser & Köpke & Schütz & Kühn & Richter & Sandig & Metze & Wilke ·
1984: O'Steen & Metcalf & Bower & Graves & Flanagan & Norelius & Thorsness & Keeler & Beard ·
1988: Strauch & Zeidler & Haacker & Wild & Kluge & Schröer & Balthasar & Stange & Neunast ·
1992: Barnes & Taylor & Delehanty & Crawford & McBean & Worthington & Monroe & Heddle & Thompson ·
1996: Tănase & Cochelea & Gafencu & Spîrcu & Olteanu & Lipă & Popescu & Ignat & Georgescu ·
2000: Damian & Susanu & Olteanu & Cochelea & Dumitrache & Lipă & Gafencu & Ignat & Georgescu ·
2004: Florea & Susanu & Bărăscu & Papuc & Gafencu & Lipă & Damian & Ignat & Georgescu ·
2008: Cafaro & Cummins & Davies & Francia & Goodale & Lind & Logan & Shoop & Whipple ·
2012: Cafaro & Francia & Lofgren & Ritzel, Musnicki & Logan & Lind, Davies & Whipple ·
2016: Elmore & Gobbo & Logan & Musnicki, Polk & Regan & Schmetterling & Simmonds & Snyder ·
2020: Roman & Gruchalla-Wesierski & Roper & Proske & Grainger & Mailey & Payne & Wasteneys & Kit ·
2024: Rusu & Anghel & Bodnar & Lehaci & Adam & Bereș & Vrînceanu & Radiș & Petreanu